# Montgobert
Montgobert ist eine französische Gemeinde mit 202 Einwohnern (Stand: 1. Januar 2022) im Département Aisne in der Region Hauts-de-France (frühere Region: Picardie). Sie gehört zum Arrondissement Soissons, zum Kanton Villers-Cotterêts und zum Gemeindeverband Reth en Valois. Die Gemeinde ist Trägerin des Croix de guerre 1914–1918.

## Geographie

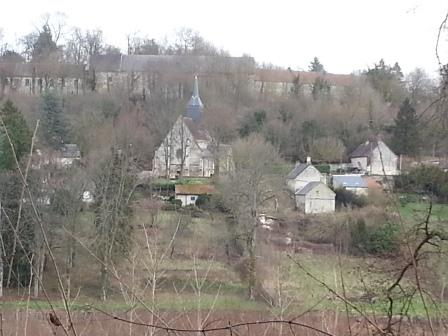
Ortsansicht

Die knapp zehn Kilometer nordnordöstlich von Villers-Cotterêts gelegene Gemeinde Montgobert mit dem Ortsteil Le Château am Flüsschen Retz liegt am Nordrand des Domänenforsts Forêt de Retz westlich der Route nationale 2, die Soissons mit Villers-Cotterêts verbindet, jedoch gehört auch ein Waldgebiet östlich der Nationalstraße bis zum Flüsschen Savières zur Gemeinde, deren Gebiet zum großen Teil im Forêt de Retz liegt. Nachbargemeinden von Montgobert sind Cœuvres-et-Valsery im Norden, Saint-Pierre-Aigle und Longpont im Osten, Corcy im Süden sowie Fleury, Puiseux-en-Retz und Soucy im Westen.

## Geschichte
Im Jahr 1162 wird der Ort als Mons Gunberti bezeichnet. Im Mittelalter und der frühen Neuzeit war Montgobert Sitz einer Seigneurie (Lehensherrschaft), deren festes Haus 1762 abgebrochen und durch das noch bestehende Lustschloss ersetzt wurde. Um 1821 kam dieses an den „eisernen Marschall“ Louis-Nicolas Davout, den Fürsten von Eckmühl, und in der Folge an die Familie der Herzöge von Albufera, der es noch gehört.
Im Ersten Weltkrieg lag Montgobert zunächst hinter der Front, wurde aber wegen des Vordringens der Truppen des Kaiserreichs am 1. Juni 1918 evakuiert und war anschließend Kampfgebiet und erlitt erhebliche Schäden, die ab 1919 bis 1932 behoben wurden.

### Bevölkerungsentwicklung
| Jahr                       | 1962 | 1968 | 1975 | 1982 | 1990 | 1999 | 2011 | 2022 |
| Einwohner                  | 171  | 155  | 184  | 197  | 194  | 185  | 204  | 202  |
| Quellen: Cassini und INSEE |      |      |      |      |      |      |      |      |

## Sehenswürdigkeiten
- Kirche Saint-Sulpice aus der zweiten Hälfte des 12. Jahrhunderts, im 16. Jahrhundert erneuert[1]
- Schloss Montgobert aus dem 18. Jahrhundert, 1978 als Monument historique klassifiziert[2]
- Gefallenendenkmal (Monument aux morts)
- Denkmal für den am 20. Juni 1918 in Montgobert gefallenen Generalgouverneur von Französisch-Westafrika Joost van Vollenhoven im Forst bei Les Têtes de Chavigny
- Mausoleum für den General Charles Victoire Emmanuel Leclerc im Schlosspark
- Das Gemeindewaschhaus (Lavoir) aus dem Jahr 1873, 2013 restauriert

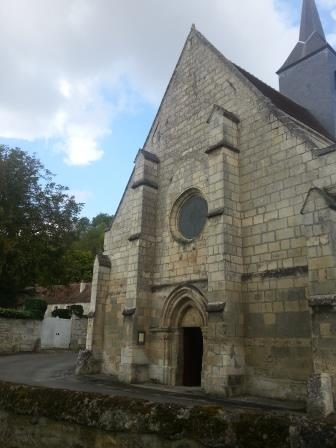
Kirche Saint-Sulpice
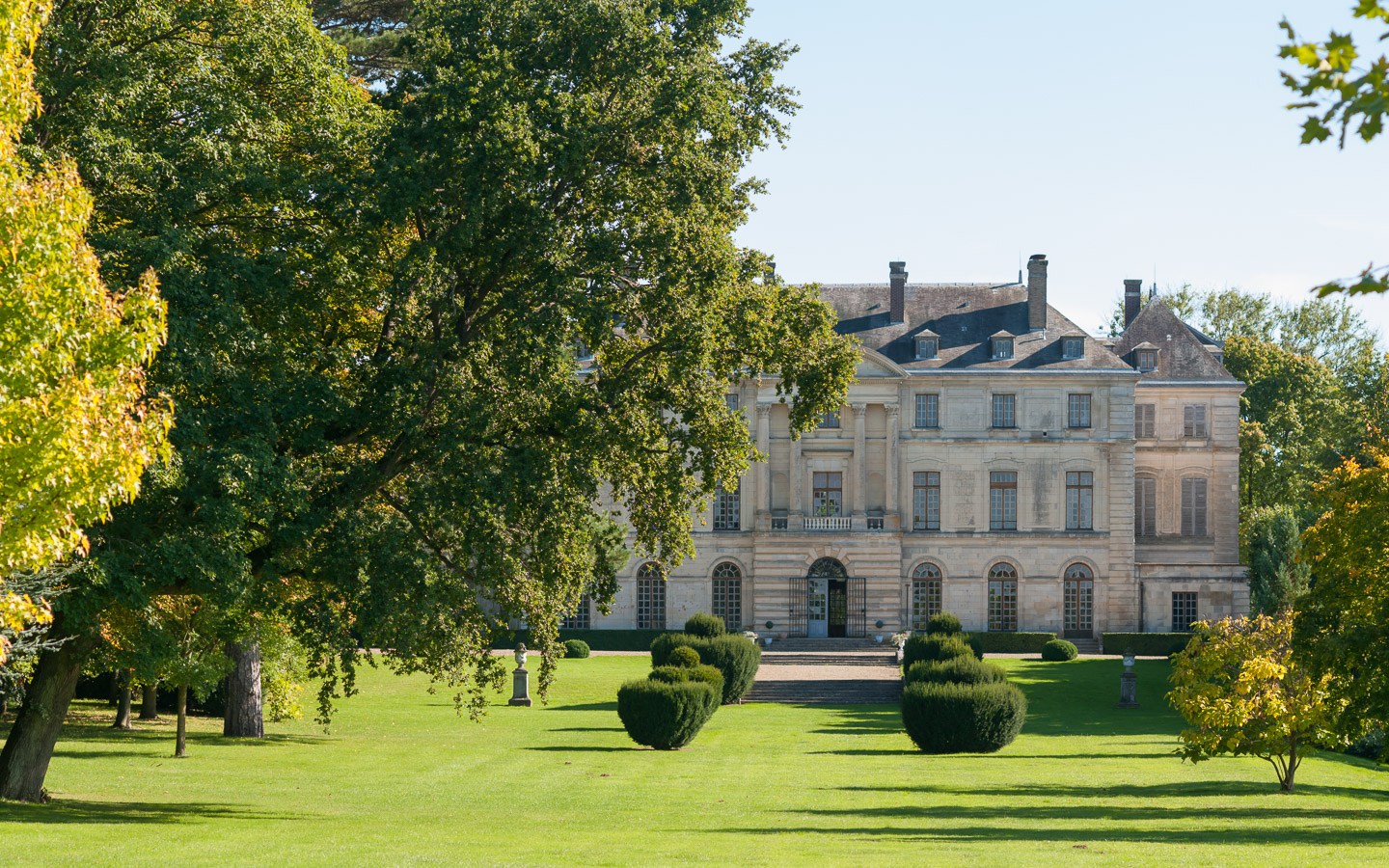
Schloss Montgobert
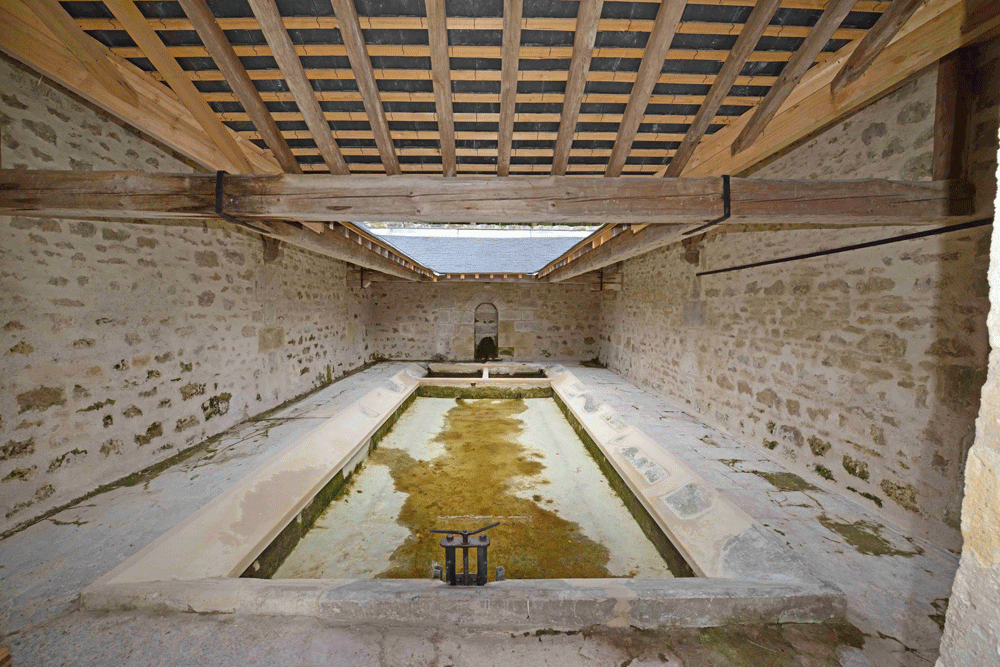
Das Innere des Waschhauses